# ما قبل التاريخ بالسعودية
عصور ما قبل التاريخ في الأراضي السعودية حتى اكتشاف الكتابة قبل 3500 سنة قبل الميلاد 
أثبتت الدراسات والاكتشافات العلمية في المملكة العربية السعودية، والتي تشكل الجزء الأكبر من المنطقة المعروفة تاريخيا باسم شبه الجزيرة العربية، أنها كانت خضراء ويوجد فيها أكثر من 10000 بحيرة قديمة، والآلاف من الأنهار القديمة التي تم تحديدها عبر الأقمار الصناعية. ومن الأدلة الأركلوجية اكتشاف أحفوريات لحيوانات مثل الفيل الأفريقي وفرس النهر، قبل أن تبدأ الأرض بالجفاف والتصحر قبل 500 عام من الوقت الحالي. لكن السكان أقدموا على فعل أشياء جديدة ومبتكرة آنذاك؛ إذ بدؤوا بإدخال الحيوانات المستأنسة، وحتى النباتات المستأنسة، في شؤونهم الاقتصادية، وشرعوا يحفرون الآبار الجوفية، مما أتاح لهم البقاء على قيد الحياة في فترات الجفاف، وبدأ الناس يستقرون في الواحات. 
وفي صحراء النفود في شمال السعودية عُثِرَ على أحفورة لإصبع بشري للإنسان العاقل (Homo sapiens)، تعود إلى  ١٨ عام، وهي أقدم أحفورة للإنسان الحديث خارج أفريقيا ومنطقة بلاد الشام، وأول أحفورة للإنسان العاقل (Homo sapiens) يتم اكتشافها في شبه الجزيرة العربية.

## العصر الحجري القديم
تقع مستوطنة بشرية تعود إلى العصر الحجري القديم على بعد كيلو ونصف الكيلو جنوب غرب الشويحطية في الجوف، شمال المملكة العربية السعودية، وتشير أعمال المسح الأثري إلى أن الموقع يعد أقدم مكان استوطنه الإنسان القديم في شبه الجزيرة العربية؛ حيث يعود تاريخه إلى مليون وربع المليون سنة، وهي من الآثار التي تعود إلى العصر الباليوليشي؛ الموقع عبارة عن تجمع لأدوات حجرية منتشرة على ضفاف وادي الشويحطية، ومجموعة من المواقع الأثرية غير الظاهرة على سطح الأرض، وقد بيّنت الاكتشافات الأثرية أنها احتوت على مواقع لتصنيع الأدوات الحجرية، التي استخدمت في توفير الماء والطعام وسبل العيش، وتوضح استقرار الإنسان في هذا المكان.
وقد أكد علماء أثريون من اليابان وبريطانيا وأستراليا، على هامش ملتقى آثار السعودية الأول، أن الاستيطان البشري في شبه الجزيرة العربية كان مقدمة للأنشطة البشرية في بقية العالم القديم، مستندين على دراسة بعضٍ من الحفريات التي كشفت عن استيطان البشر في شبه الجزيرة العربية قبل ما يقرب من 120 ألف عام، وذلك بسبب وجود مظاهر الحياة في حفريات ما قبل التاريخ، والمتمثلة في نحو 10 آلاف بحيرة ونهر وغابات وحشائش وحيوانات وطيور.
وقد أوضح الباحث في معهد العلوم الإنسانية والاجتماعية بجامعة كانازاوا، رئيس فريق الحفريات في جبل جهيرة (الأردن)، ورئيس الفريق العلمي لتتبع الأنماط الرعوية القديمة في منطقتي الجوف وتبوك؛ الدكتور سوميو فوجي: أن شبه الجزيرة العربية كانت أرضًا متجانسة من حيث الاستيطان البشري في عصور ما قبل التاريخ، مبينًا أن دراسة الحفريات والآثار في مناطق المملكة العربية السعودية المختلفة، في عصور ما قبل التاريخ، قد قدمت دليل إثبات أن شمال شبه الجزيرة العربية كان امتدادًا تاريخيًّا لجنوبها.
واستعرض الدكتور سوميو فوجي صورًا لحفريات ومعثورات أثرية من منطقة وادي شرما تكشف عن مرحلة الاستيطان المبكر في شمال غرب المملكة العربية السعودية، مشيرًا إلى أن الفريق العلمي توصل لدلائل تفيد أن العصور القديمة شهدت أنشطة بشرية في الموقع؛ مثل الزراعة والرعي والصيد وغيرها، وهو ما يؤيد أن شبه الجزيرة العربية كانت خضراء، كما يقول الرسول محمد صلى الله عليه وسلم .
وقال سوميو: إنهم اكتشفوا حفريات لأماكن سكن قديمة في عصور ما قبل التاريخ، وهي شبيهة لأماكن الاستيطان الموجودة في جنوب الأردن، وأنها كانت تستخدم كمعسكر شتوي لسكان الجزيرة العربية في هذه الفترات، لأن دراسة الحفريات بينت أن استخدامها البشري كان بصورة موسمية.
وفي ذات السياق أشار عالم الآثار بالكلية الملكية في لندن بإنجلترا، الدكتور بول بريز، إلى أنه استخدم خصائص الاستشعار عن بعد، وأساليب ونظم المعلومات الجغرافية للتحقق من المواقع الأثرية في الصحراء الغربية وفي منطقة الربع الخالي بالجزيرة العربية، كاشفًا عن وجود أكثر من 10 آلاف بحيرة في المملكة في عصور ما قبل التاريخ، وهو ما استطاع إثباته بالسجلات البيئية القديمة وصور الأقمار الصناعية.
ورجح الدكتور بول أن يكون الإنسان قد بدأ الاستيطان البشري بالجزيرة العربية في منطقة جبة التابعة لحائل، مؤكدًا في الوقت نفسه أن الاستيطان البشري في هذه المنطقة بدأ قبل مراحل الاستيطان في أفريقيا، مبينًا أنه قام بدراسة مناطق شرق وشمال غرب أفريقيا، وتحليل الحفريات الموجودة فيها، ووجد أن الإنسان الموجود في هذه المناطق جاء إليها من الجزيرة العربية قبل مائة ألف سنة.
وأكد عالم الآثار بالكلية الملكية في لندن أنه جمع من شمال غرب وجنوب شرق المملكة نحو 7 آلاف حفرية رسوبية، يعود أغلبها إلى العصر البليوسيني، وأن مقارنة الحفريات بصور الأقمار الصناعية أظهرت وجود نحو 10 آلاف بحيرة في شمال غرب المملكة، و8 آلاف بحيرة في منطقة الربع الخالي، يقارب عمرها 50 ألف سنة.
وقال بول بريز: إن الصور والحفريات أثبتت أن الإنسان موجود في شبه الجزيرة العربية منذ 80 ألف سنة، وهو ما استدل عليه من دراسة العظام البشرية التي عثروا عليها، ودراسة المناظر البيئية القديمة؛ مثل اكتشاف وجود حشائش السافانا على شواطئ البحيرات القديمة، مؤكدًا أن الآثار مرتبطة بالإنسان وبالنشاط البشري، وأن كل مجموعة من الحفريات ترتبط بعصر معين.
واكتشف أن دراسة الحفريات في شبه الجزيرة العربية و بلاد الشام وشبه جزيرة سيناء متشابهة، مما يعني أن البشر بهذه المناطق في عصور ما قبل التاريخ كانوا يذهبون إلى شبه الجزيرة العربية، سواء أكان ذلك للاستيطان أم كان للتجارة .
وأوضح الدكتور؛ عالم الجيوبيولوجي بكلية العلوم البيولوجية والأرض والبيئة في جامعة نيو ساوث ويلز الأسترالية، الدكتور ماثيو ستيوارت، عن أدلة لحياة شاملة في شبه الجزيرة العربية، قبل مئات الآلاف من السنين، موضحًا أنه عمل مع فريق عمل من هيئة المساحة الجيولوجية السعودية، وعثروا على حفريات لحيوانات؛ منها ما هو مرتبط بالماء، ومنها ما هو مرتبط بالغابات، ومنها المتوحش والأليف، ومنها حيوانات يأكل الإنسان لحومها، مشيرًا إلى أنهم وجدوا حفريات في شمال غرب السعودية لبعض الحيوانات التي يأكلها الإنسان، والمرتبطة بالماء؛ مثل البط والأسماك.
واستعرض ماثيو ستيوارت صورًا لحفريات متنوعة تعود لعصور ما قبل التاريخ، ومنها حفرية لسمكة (مائية)؛ طولها 170 سم، وحفريات لأفيال (غابات)؛ أبرزها موضع قدم الفيل الأفريقي، والتي تعود إلى 300 ألف سنة، و100 حفرية لأفيال مستوطنة في شبه الجزيرة العربية؛ أكبر في حجمها من حجم الفيل الأفريقي، وحفريات لغزلان (رعاة العشب)، وتم اكتشاف كهفين يؤيدان تواجد الذئاب، والذئب الأفريقي الكبير، والفهد.
كما قدم الدكتور ماثيو عرضًا لصور حفريات عبارة عن أثر أقدام بشرية يرتبط حجمها بعصور قديمة ترجع إلى 120 ألف سنة، الأمر الذي يعني أن الاستيطان البشري في الجزيرة العربية يعود إلى هذه الفترات، مؤكدًا أنه تم التوصل إلى حفريات حيوانية وبشرية وعشب وغابات وبحيرات في الجزيرة العربية، لتثبت هذه الحفريات أن شبه الجزيرة العربية كانت خضراء، وأنها مرت بمرحلة جفاف أدت إلى اختفاء كل هذه المظاهر. 

## العصر الحجري الحديث
حضارة المقر هي حضارة قديمة يتجاوز عمرها 900 سنة قبل الميلاد، اكتشف فيها بقايا آدمية ومجسمات لحيوانات وأوان صناعية، يقع موقع المقر في منطقة متوسطة بين كل من محافظة تثليث ومحافظة وادي الدواسر، ويبعد عن وادي الدواسر قرابة 120 كم، ويبعد عن مركز القيرة الذي يتبع محافظة تثليث قرابة 40 كم. وتعد حضارة المقر أحد أهم الاكتشافات الأثرية في المملكة العربية السعودية؛ إذ أظهرت المعثورات الأثرية للموقع عمق الاستيطان البشري إبَّانَ العصر الحجري الحديث، ومدى تفاعل الإنسان مع معطيات بيئته الطبيعية، مما يعطي تصورًا واضحا عن طبيعة الحياة البشرية في هذا الموقع، ودرجة الرقي والتقدم التي وصل إليها المجتمع خلال هذه الفترة. كما أن الموقع يمثل أربعة رموز مهمة من رموز الثقافة العربية الأصيلة، التي تمثل الإنسان العربي ويقدرها حتى عصرنا الحاضر، وهي: الفروسية، والصيد بالصقور، واقتناء كلاب الصيد (السلوقي)، واقتناء الخنجر العربي والتزين به.
أبرز الاكتشافات الأثرية في هذا الموقع:
- عاش الإنسان في هذا المكان قبل التصحر الأخير، أو خلال فترة التحولات المناخية التي انتهت بانتشار التصحر في المنطقة، ولعل تلك التحولات كانت سبب استقرار الإنسان في هذا المكان.
- مارس سكان هذا المكان الزراعة وتربية الحيوان.
- تنتشر على سطح الموقع مواد أثرية متنوعة من الأدوات الحجرية، التي تشمل رؤوس السهام، والمكاشط دقيقة الصنع من الأنواع التي استخدمها الإنسان في فترة العصر الحجري الحديث.
- تحيط بهذا الموقع مواقع أخرى متعددة تنتشر على رقعة واسعة، تلاحظ فيها منشآت مماثلة لما يوجد بالموقع، والبعض منها له علاقة بنشاط الزراعة.
- غير بعيد عن الموقع؛ يوجد المسار الرئيس الذي يربط جنوب غرب الجزيرة العربية بوسطها، والذي أصبح فيما بعد، خلال العصور التاريخية، طريق التجارة الرئيس الرابط بين نجران والفاو.
- هذا الموقع يمثل حضارة لمجموعات بشرية مستقرة، أطلقنا عليها اسم حضارة المقر؛ نسبة إلى الاسم الحالي للمكان.
- عثر بالموقع على تماثيل لحيوانات متعددة استأنسها الإنسان الذي عاش في هذا الموقع، واستخدم بعضها الآخر في نشاطاته وحياته اليومية، ومن هذه الحيوانات: الخيل والضأن والماعز والنعام، والكلاب السلوقية والصقر والسمك.
- تدل المواد الأثرية ونتائج تحليل المواد العضوية، التي وجدت بالموقع، على أن فترة العصر الحجري الحديث هي الفترة الأخيرة التي عاش فيها الإنسان في هذا المكان (900) سنة قبل الوقت الحاضر، وإليها يعود تاريخ الأدوات الحجرية التي تم التقاطها من سطح الموقع.
- يوجد بالقرب من الموقع مواقع أخرى أقدم تاريخا، يمكن نسبتها إلى العصر الحجري الوسيط.
- يعد وجود تماثيل كبيرة الحجم للخيل في هذا الموقع، مقترنة بمواد أثرية من العصر الحجري الحديث يرجع تاريخها إلى 900 سنة قبل الوقت الحاضر، اكتشافا أثريا مهما على المستوى العالمي؛ حيث إن آخر الدراسات حول استئناس الخيل تشير إلى حدوث هذا الاستئناس لأول مرة في أواسط آسيا (كازاخستان)، منذ 500 سنة قبل الوقت الحاضر، وهذا الاكتشاف يؤكد أن استئناس الخيل تم في الجزيرة العربية قبل هذا التاريخ بزمن طويل.
- يقارب طول أحد تماثيل الخيل التي وجدت بالموقع 100 سم، وهو يمثل الرقبة والصدر، ولم يعثر من قبل على تماثيل حيوانات بهذا الحجم في أي موقع آخر في العالم من هذه الفترة نفسها، وما عثر عليه في تركيا والأردن وسوريا لا يعدو أن يكون تماثيل صغيرة الحجم، ومن فترة متأخرة عن هذا التاريخ وليست للخيل.
- يحمل تمثال الخيل الكبير الذي وجد بالموقع ملامح الخيل العربية الأصيلة، ويبدو ذلك واضحا في طول الرقبة وشكل الرأس.
- يوجد على رأس تمثال الخيل شكل واضح للجام يلتف على رأس الخيل، مما يشكل دليلا على استئناس الخيل من قبل سكان هذا الموقع، في تلك الفترة المبكرة.
- صنعت هذه التماثيل من نوع الصخر المتوفر بالموقع، والذي يرى في أماكن عدة بالمكان في الوقت الحاضر، ويبدو أن هذه التماثيل كانت مثبتة في بناء يتوسط الموقع على الضفة الجنوبية للنهر، قبل مصبه في الشلال، وربما كان لهذا البناء دور رئيس في الحياة الاجتماعية لسكان الموقع.
- يوجد بالموقع حصن كبير الحجم مبني بالحجارة فوق تكوين جبلي يشرف على الموقع من جهة الشرق، وعلى الأراضي المنخفضة التي يصب فيها الشلال من جهة الغرب، ويوجد بداخل هذا الحصن حجرات مربعة، ووحدات بنائية متعددة.
- استخدمت بعض الكهوف المجاورة لحصن الموقع مقابر لسكان الموقع في تلك الفترة؛ حيث عثر في بعضها على هياكل عظمية بشرية مدفونة، وبعضها مغطًّى بطبقة من الطين والقش، في أسلوب أشبه بالتحنيط، يجعل الهيكل العظمي متماسكا.
- بالإضافة إلى الأدوات الحجرية ورؤوس السهام، عثر بالموقع على مطاحن لسحق الحبوب، ونجر حجري وثقالات تستخدم في أنوال النسيج، وبكرات للغزل والنسيج، وجزء من إناء حجري صابوني يحمل زخرفة هندسية بالحز، وأدوات حجرية لمعالجة الجلود، وتؤكد هذه الأدوات وجود معرفة ومهارة حرفية متقدمة جدا لدى سكان هذا الموقع.
- عثر بالموقع على خنجر مصنوع من الحجر، له شكل الخنجر العربي الذي يستخدم اليوم في الجزيرة العربية.
- عثر بالموقع على قطعة من الحجر عليها حزوز صغيرة على أطرافها، منفذة في مجموعات أشبه ما تكون بسجل حسابي، أو نظام للعد أو التوقيت.
- يوجد على الصخور المجاورة للموقع رسوم صخرية من فترة سكنى الموقع، رسم فيها بالحز صور وعول ونعام وحيوانات أخرى وأشكال آدمية، كما تعرض إحداها صورة فارس على صهوة جواد، وأخرى لصيد الوعول بالكلاب السلوقية؛ حيث تحيط خمسة من الكلاب بوعل في شكل دائرة، وهذه الرسوم الصخرية اكتسبت طبقة عتق داكنة جدا وقريبة من اللون الأسود لتقدم تاريخها، مما يؤكد أنها نفذت خلال فترة استخدام الموقع، كما وجدت رسوم صخرية أخرى لخيول وأشكال آدمية على ألواح حجرية، بين أنقاض المبنى الرئيس الذي يتوسط الموقع.